# 戴浩 (自动化网专家)
戴浩（1945年8月3日—），男，江苏阜宁人，中国自动化网专家，中国工程院院士，中国计算机学会会士。

## 生平
1982年获清华大学硕士学位。2005年当选为中国工程院院士。